# Sömnlösa
Sömnlösa (nynorska: Andvake) är en kortroman från 2007 av den norske författaren Jon Fosse. Den handlar om ett ungt par, Alida och Asle, som anländer till Bjørgvin där de letar efter husrum så att den höggravida Alida kan föda deras barn. Tidsskildringen i romanen är medvetet diffus och blandar drag från olika epoker. Boken gavs ut på svenska 2010 i översättning av Urban Andersson.
Romanen nominerades till Bragepriset och Kritikerpriset. Den är den första delen i en trilogi och följdes av Olavs drömmar från 2012 och Kvällning från 2014. Trilogin tilldelades Nordiska rådets litteraturpris 2015.

## Mottagande
Anne Cathrine Straume recenserade boken för NRK: "Fosse leder tydligt tankarna till Maria och Josef. Och det är inte den enda Bibel-associationen i historien. Sömnlösa är en liten, innerlig text som pekar ut över sina egna gränser, och den går in på teman Fosse har behandlat många gånger förut: födsel, död, sorg och saknad."